# Dei Filius

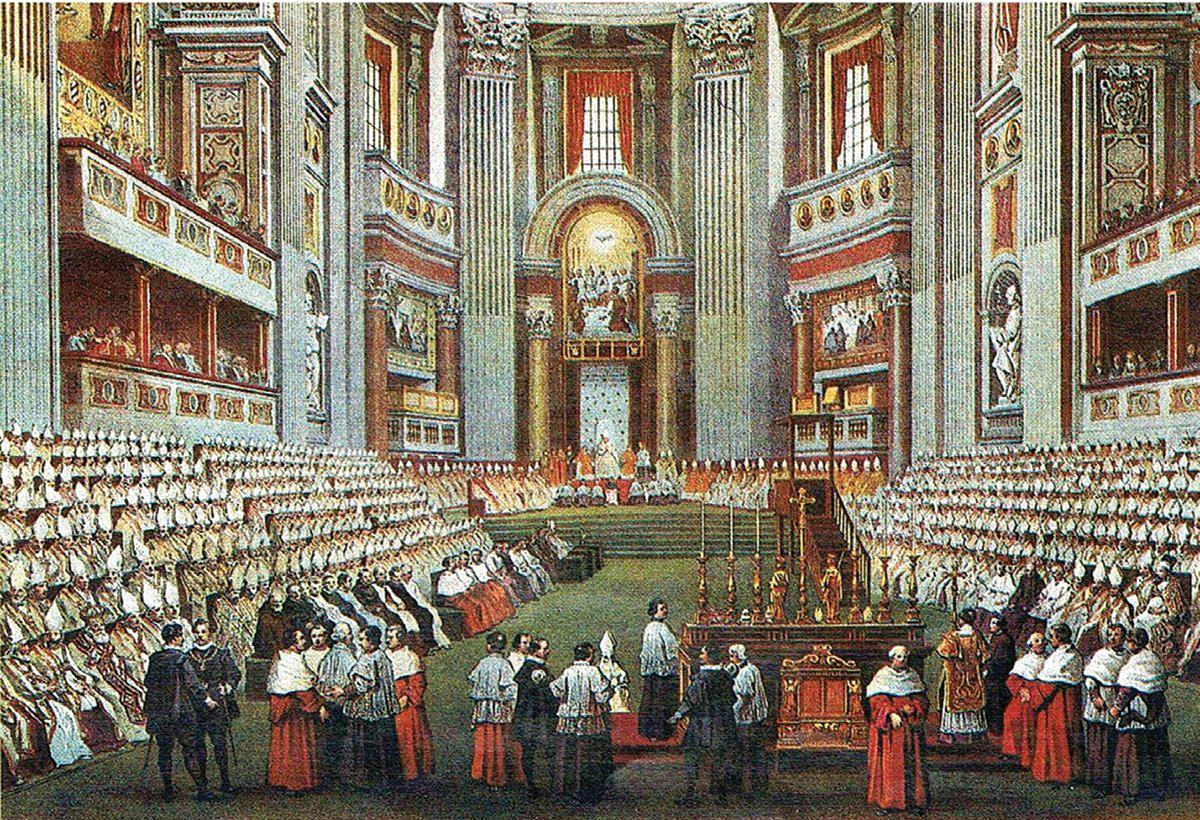
Concilio Vaticano I

La Dei Filius es una constitución dogmática del Concilio Vaticano I que trata sobre la fe católica y que fue aprobada el 24 de abril de 1870.

## Preparación
El Concilio Vaticano I se abrió el 8 de diciembre de 1869. Al final del mes comenzaron las discusiones sobre el primer esquema en torno a los errores del racionalismo, esquema redactado por la Comisión preparatoria del concilio en los meses anteriores a su apertura. Tras algunas semanas de estudio y examen, los padres conciliares rechazaron el esquema pues lo consideraban oscuro, prolijo, polémico, demasiado ligado a un lenguaje del pasado, con sutilezas conocidas solo a pocos especialistas: más que uno texto conciliar, fue considerado un trabajo erudito realizado por profesores universitarios. Una comisión especial fue la encargada entonces de preparar otra redacción.
El rechazo del esquema inicial fue un golpe para Pío IX, que pensaba en una rápida aprobación de los esquemas preparatorios y por tanto, de una conclusión veloz del concilio. Por otra parte, los padres conciliares se alegraron porque así se mostraba que el concilio gozaba de cierta libertad de movimientos.
El nuevo texto fue preparado por el jesuita Kleutgen, junto a los obispos Dechamps, Pie, Martin; fue presentado a la asamblea conciliar el 18 de marzo de 1870, el cual lo discutió hasta el 6 de abril. El 12 de abril el esquema fue aprobado por el Concilio con 667 votos a favor, sin abstenciones ni votos en contra; solo se introdujeron pequeñas modificaciones debidas a anotaciones de algunos padres, que consideraban que el lenguaje empleado era demasiado polémico en relación con los protestantes; el 24 de abril la constitución fue promulgada solemnemente.